# Klausenburger Speck
Klausenburger Speck oder Kolozsvári szalonna  ist eine  ungarische Fleischspezialität. Es handelt sich um ein gesalzenes und gepökeltes fleischiges Rippenstück vom  Schwein, das kurz kalt geräuchert wird. Diese Fleischspezialität zählt zu den sogenannten Trockenfleischsorten und wird zumeist als Fleischkomponente bei deftigen Gerichten verwendet. 